# Sigurd Ehrenborg

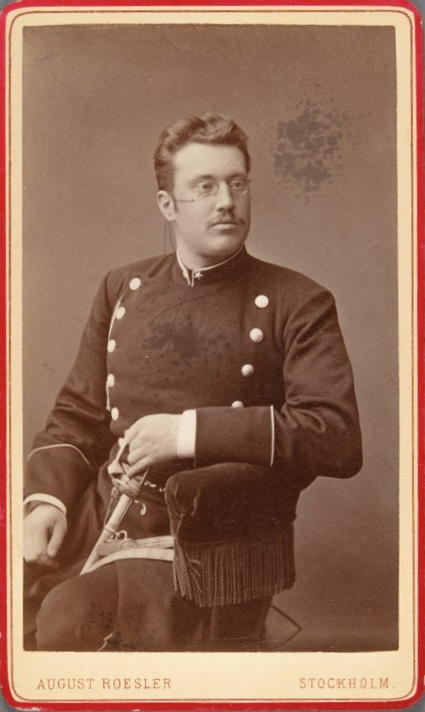
Sigurd Ehrenborg porträtterad av August Roesler.

August Torsten Sigurd Ehrenborg, född 1 juli 1855 på Opphem storgård i Tjärstads socken, Östergötland, död 2 december 1918 i Stockholm, var en svensk militär, sjukgymnast och direktör.
Han var son till Gustaf Ehrenborg (1820-1887) och Disa Götilda von Hagelstein (1826-1900) som var dotter till hovjägmästaren Carl Hugo von Hagelstein (1783-1837). Ehrenborg var från 1890 gift med konstnären Ingrid Lamm (1866-1949) som var dotter till grosshandlaren Albert Martin Lamm (1826-1911). Han var bror till vice konsul Harald Ehrenborg (1849-1937) och grosshandlaren Helge Ehrenborg född (1851-1929).
Ehrenborg blev volontär vid första livgrenadjärregementet 1874 och avlade mogenhetsexamen 1876. Han blev elev vid krigsskolan 1876 och utexaminerades därifrän 1877. Ehrenborg blev underlöjtnant vid livgrenadjärregementet 1877 och löjtnant 1883. Han erhöll avsked från lön 1884. Han var därefter verksam som sjukgymnast i London men flyttade verksamheten till Paris där han etablerade ett gymnastikinstitutet på Boulevard Haussmann nummer 86. 
Ehrenborg var grundare av Svenska klubben i Paris 1891 och var dess ordförande fram till 1897. Under sin tid i Paris var han en av de personer som bevittnade Alfred Nobels namnteckning i testamentet när det undertecknades 27 november 1895 på Svenska klubben, där det använda skrivbordet finns bevarat som minne. Ehrenborg var något av ett socialt nav för parisersvenskar. Han lärde känna Anders Zorn på Henrik Kellgrens gymnastikinstitut i London och i Paris ingick Anders och Emma Zorn i den närmaste vänkretsen till Ingrid Lamm och Ehrenborg.
Han var direktör för Grand Hotell i Stockholm 1899-1901 och för Grand Hotell Haglund i Göteborg 1901-1904. Ehrenborg blev riddare av Vasaorden 1896.